# غيلبرت ر. ماسون
غيلبرت ر. ماسون (بالإنجليزية: Gilbert R. Mason)‏ هو طبيب أمريكي، ولد في 7 أكتوبر 1928 في جاكسون في الولايات المتحدة، وتوفي في 8 يوليو 2006 في أوشن سبرينغز في الولايات المتحدة.